# Cursa
Cet article concerne la piève de Cursa, en Corse. Pour l'étoile nommée Cursa, voir Beta Eridani.
Cursa est une ancienne piève de Corse. Située dans l'est de l'île, elle relevait de la province d'Aléria sur le plan civil et du diocèse d'Aléria sur le plan religieux.

## Géographie

### Situation et relief
La piève de Cursa s'étendait entre les cours du Varagno et de l'Abatesco, depuis les reliefs granitiques de la Punta della Cappella, point culminant à 2 041 mètres d'altitude, jusqu'au littoral de la plaine d'Aléria.

### Constitution
La piève de Cursa correspond, en remontant l'Abatesco, au territoire des actuelles communes de :
- Prunelli-di-Fiumorbo ;
- Isolaccio-di-Fiumorbo ;
- San-Gavino-di-Fiumorbo.

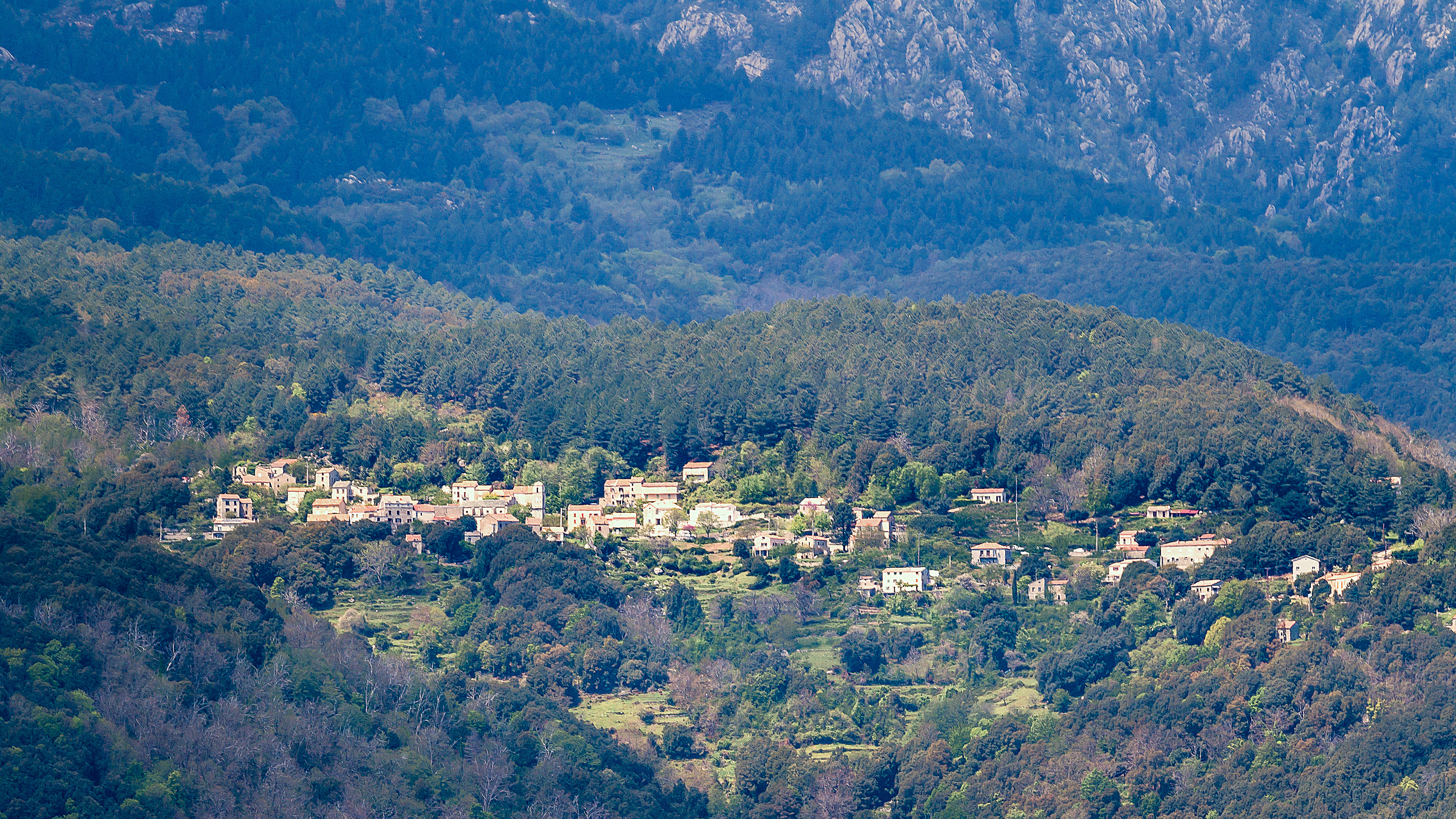
Isolaccio-di-Fiumorbo.
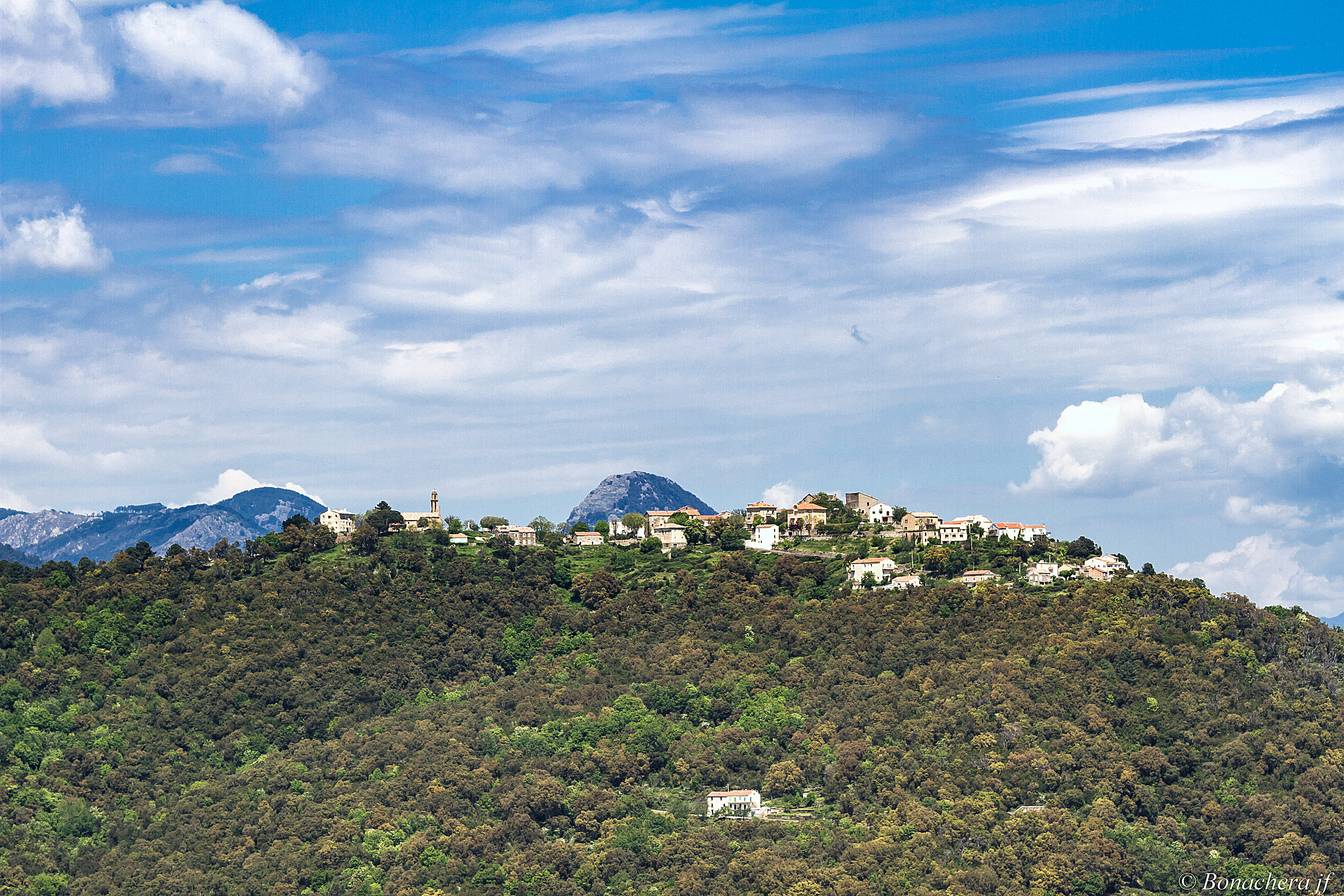
Prunelli-di-Fiumorbo.

### Pièves limitrophes
La piève de Cursa a pour pièves limitrophes :

## Histoire

### La piève civile
Vers 1520, la piève de Cursa comptait environ 900 habitants et avait pour lieux habités :
- li Prunelli : Prunelli-di-Fiumorbo ;
- lo Solazo : Isolaccio-di-Fiumorbo.

Au début du XVIIIe siècle, l'abbé Francesco Maria Accinelli à qui Gênes avait demandé une estimation des populations de Corse, avait rédigé un texte manuscrit en langue italienne à partir des registres des paroisses et écrivait alors : « Pieve di Corsa : Prunelli 266. Isolaccia 533. ».
Accinelli faisait le commentaire suivant : « Distante 3 miglia dalli Prunelli, vi sono li Pozzi, ò Bagni dell'Acque caldane assai salubri à tutte le malatie. ».
Le 15 mai 1768, par le traité de Versailles, Gênes charge la France d’administrer et de pacifier la Corse. Passant sous administration militaire française, la piève de Cursa devient en 1790 le canton de Cursa, lui-même fusionné en 1793 avec le canton de Coasina pour former le canton de Fiumorbo.

### La piève religieuse

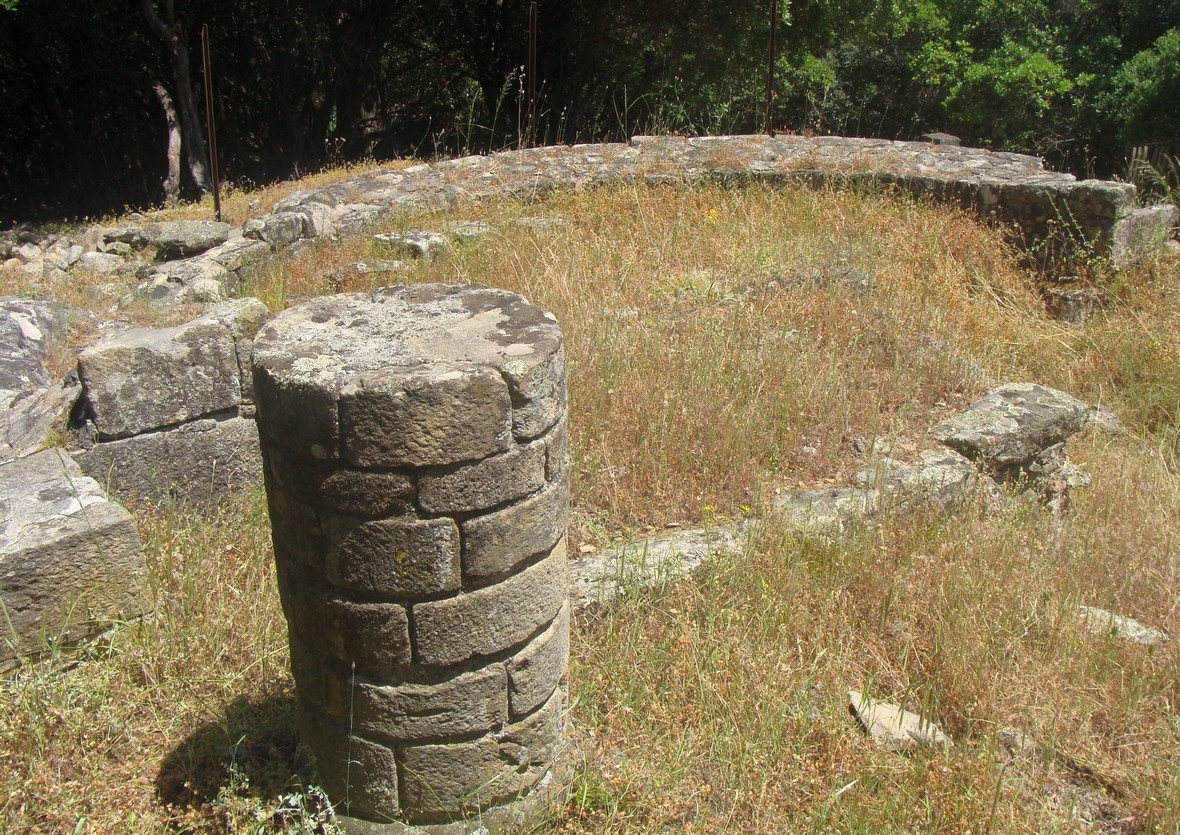
Vestiges de l'ancienne église piévane de Cursa

La piève relevait de l'autorité épiscopale d'Aléria. L'évêché comprenait 19 pievi :
« Il Vescovato di Alleria, che è il più di tutti pingue hà 2 000 scudi d’oro di entrata, e contiene 19 pievi : Giovellina, Campoloro, Verde, Opino, Serra, Bozio, Allessani, Orezza, Vallerustie, Tralcini, Venaco, Rogna, Corsa, Covasina, Castello ò sia Vivario, Niolio, Carbini, et Aregno in la Balagna. L’Ughelli però dice (Ital.Sacr.Tom.III) contenere la sua diocesi 60 parochie con 14 conventi di Frati, e fruttare alla Camera di Roma 300 Fiorini, et avere di redito 4000 scudi Romani ».

#### L'église piévane
L'église piévane de Cursa, localement appelée la Cursa, était dédiée à San Giovanni Battista d'après Geneviève Moracchini-Mazel. Les ruines de cette ancienne église, aujourd'hui à l'abandon, se situent dans la  forêt à l'ouest du village de Prunelli (aucun accès balisé).

#### Ancienne église piévane de Cursa
- sur le site de la Médiathèque M3C

- sur le site de Corse Romane